# José Mascarós
José Mascarós va ser un cantaire de Castelló de la Plana.
Va començar a cantar a l'església de Castelló el 25 de desembre de l'any 1700 segons la relació del Mestre de Capella. El 22 d'abril de 1703 va deixar de cantar en l'església i va rebre un pagament de 23 lliures pels seus serveis durant els tres anys.